# Clara González
Clara González (Chiriquí, 11 de setembro de 1898 – 11 de fevereiro de 1990) foi a primeira mulher panamenha a completar um bacharelado em Direito em 1922. Ela foi a fundadora do Partido Nacional Feminista e pressionou pelo sufrágio feminino criando uma escola para ensinar a mulheres a responsabilidade política. González foi a primeira mulher latino-americana a completar um doutorado em Direito. Ela serviu na Assembleia Constitucional de 1945, que finalmente concedeu a emancipação das mulheres em 1946, e foi a primeira mulher do Panamá nomeada juíza do Tribunal de Menores. Ela ajudou na elaboração do Código Juvenil e fundou o Reformatório Juvenil de Chapala.

## Biografia
Clara González Carrillo nasceu em 11 de setembro de 1898 em Remedios, na província panamenha de Chiriquí, filha dos imigrantes espanhóis David González e Basilia Carrillo Sánchez. Na infância viveu com sua família na Costa Rica, onde exilaram-se entre 1900 e 1904. Graduou-se em licenciatura na Escuela Normal em 1918 e em 1919 matriculou-se na Escuela Nacional de Derecho (Escola Nacional de Direito). Enquanto estava na faculdade de direito, lecionou na Escuela Manuel José Hurtado. Em 1922, González tornou-se a primeira mulher panamenha a completar um bacharelado em direito, mas foi proibida de exercer a profissão. Sua tese de graduação, La Mujer ante el Derecho Panameño (Mulheres no Direito Panamenho), foi um dos primeiros estudos sobre o status legal da mulher e tornou-se a base de um impulso para mudar a constituição. O governo do presidente Belisario Porras recebeu muitos pedidos de emendas à constituição e finalmente o fez em 1925, permitindo a González exercer a advocacia.
A necessidade de organizar um movimento feminista que favorecesse a participação das mulheres na política levou González e outras líderes como Sara Sotillo, Elida Campodónico, Rosa Navas e outras a criar o Partido Nacional Feminista em 1923, embora apenas em 1924 ganhasse status legal de organização. Uma das primeiras coisas que o grupo fez foi organizar a Escuela de Cultura Femenina para contrariar as afirmações de que as mulheres não podiam participar porque não sabiam nada de política. A instituição ensinava educação cívica, história, política e quaisquer outras disciplinas que aumentassem o conhecimento das mulheres nas esferas profissionais e sociais.
Ganhando uma bolsa em 1927, González foi para os Estados Unidos para estudar na Universidade de Nova Iorque, fazendo o doutorado em direito em 1929 e tornando-se a primeira mulher latino-americana com a distinção. Ela retornou ao Panamá em 1930, começou a trabalhar como professora no Instituto Nacional lecionando economia, ciência política e sociologia, e tentou reviver o Partido Nacional Feminista. Ela lecionou no instituto até 1937 e, após a fundação da Universidade do Panamá, começou a ensinar criminologia, direito da família e menores.
Com a derrubada do presidente Arnulfo Arias em 1941, González encontrou uma mudança no clima político. Entre 1941 e 1945, ela foi anfitriã dos Centros de Cultura Popular para Adultos, em 1943 casou-se com o engenheiro civil americano Charles A. Behringer e, em 30 de dezembro de 1944, fundou a Unión Nacional de Mujeres (Partido Nacional das Mulheres). Ela concorreu como candidata pelo Partido da Renovação Liberal e foi eleita deputada da Assembleia Constituinte de 1945. Ela atuou como vice-ministra do Trabalho, Provisões Sociais e Saúde Pública entre 1945 e 1946 e foi fundamental para promover a aprovação do projeto de lei de direito de voto e igualdade de direitos políticos que se tornou lei em 1946.
González tornou-se a primeira mulher panamenha nomeada juíza do Tribunal de Menores em 1951 e ajudou a estabelecer as políticas de tutela do Juizado de Menores, procedimentos uniformes para lidar com a delinquência juvenil, bem como fundar o Reformatório Juvenil de Chapala. Ela continuou a trabalhar para o juizado até 1964, quando aposentou-se a pedido do marido e mudou-se com ele para West Covina, na Califórnia. Após a morte dele em 1966, ela voltou para sua terra natal e, exceto por algumas viagens para visitar a família, permaneceu no Panamá.

## Morte
Clara González faleceu após complicações de uma cirurgia no quadril na Cidade do Panamá em 11 de fevereiro de 1990.

## Legado
A Escola de Promotorias Públicas do Panamá leva seu nome, assim como um prêmio anual concedido pelo Sindicato Nacional dos Advogados ao profissional jurídico que se destacou na luta pelos direitos da mulher ou pelos direitos humanos.